# Оляча, Младен
Младен Оляча (серб. Младен Ољача, 10 октября 1926, Devetaci, Босния и Герцеговина — 10 января 1994, Белград) — сербский писатель, сценарист.

## Биография
Он родился в 1926 году в деревне Деветачи недалеко от Босански-Нови (ныне Нови-Град). Его бедное детство было прервано войной. Сразу после начала восстания, пятнадцатилетним подростком, он присоединился к Народно-освободительной борьбе, а уже в следующем, в 1942 году, стал членом Коммунистической партии Югославии (КПЮ).
Война и революция оказали решающее влияние на человеческую и творческую деятельность Олячи. В его личности сочетаются настойчивость политработника, борца за дальнейшее самоуправляемое преобразование общества и активность художника, наполнившего своё творчество гуманными идеалами раскрепощённого человека.
Литературной деятельностью занимался с 1947 года. Опубликовал несколько сборников рассказов («Шёпот сосен»), романов («Три жизни», «Чёрные топоры», «После полуночи», «Молитва о братьях моих», «Развалина», «Наджа», «Козара»), и доклады («Встречи в стране Октября») и дискуссии («Культура и политика»). Произведения Олячи переведены на двадцать четыре языка. Ушёл из жизни 10 января 1994 года в Белграде.

## Награды и признание
В 1971 году получил премию Ассоциации борцов Югославии за роман «Козара» как лучшее литературное произведение о войне и революции.
Он также является обладателем множества других наград: Золотые плакетки Босански-Нови, Приедор и Градачац, награда Ассоциации писателей Сербии за роман «Молитва за моих братьев», награда Ассоциации писателей Боснии и Герцеговины за жизненные достижения, Премия СР БиГ 27 июля, Золотая арена кинофестиваля в Пуле за сценарий и премия ZAVNO БиГ, высшая награда БиГ за вклад в развитие республики.